# 그것은 우리도 모른다
《그것은 우리도 모른다》는 1988년 3월 7일부터 1988년 4월 12일까지 방영된 문화방송 월화 미니시리즈이다.

## 등장 인물
- 조용원 : 남지혜 역
- 박영규 : 현인규 역
- 정동환 : 이영세 역
- 정욱 : 현택수 역
- 이휘향 : 박은주 역
- 김영옥 : 남지혜 모 역
- 오승명 : 남지혜 부 역
- 이주실 : 현택수 처 역
- 이승철 : 현상호 역
- 김동주 : 허연미 역
- 남영진 : 오성도 역
- 박혜란 : 장수애 역
- 최현미 : 현숙희 역
- 박병훈 : 박용기 역
- 홍순창
- 박영지

## 편성 변경
- 1988년 3월 22일 ~ 3월 23일 : 특선 미니시리즈 《천사 조나단》 방송으로 결방
- 1988년 3월 28일 ~ 3월 29일 : 특선 미니시리즈 《풍운의 성, 하렐》 방송으로 결방
- 1988년 4월 4일 ~ 4월 5일 : 특선 미니시리즈 《랭커스터 밀러 사건》 방송으로 결방

## 참고 사항
- 전 보건복지부 장관인 유시민이 유지수라는 필명으로 이 드라마의 각본을 썼다.[1]